# Pilea fairchildiana
Pilea fairchildiana är en nässelväxtart som beskrevs av Jestrow, Jiménez Rodr.. Pilea fairchildiana ingår i släktet pileor, och familjen nässelväxter. Inga underarter finns listade i Catalogue of Life.